# الشابة نورية
الشابة نورية من مواليد 1965 في ولاية وهران وتعد من عميدات أغنية الراي في الجزائر رفقة الشابة فضيلة والشابة الزهوانية الشابة زهرة إذ اشتهرت في الساحة الغنائية في الثمانينيات وبداية التسعينيات من القرن العشرين.

## أهم أغانيها
- عبد القادر يا بوعلام 1986[1] من أيقونات الراي[2]
- صابر ينال 1991
- لعبو يا لولاد 1989
- ما نبراش ديو مع شاب حسني 1992
- مامي مامي ديو مع شاب طاهر 1991
- زوج بغاوني 1991
- بيداوة
- ما ضنيتش ما كان علابالي
- الصيادة
- بركاك ديو مع الشاب طاهر
- كيتي ما نبراش
- كاين ربي
- زرڤة و مسرارة
- على لزرڤ راني هابلة
- لعبيه (مداحات)
- مال ڤلبي مال ولفي (مداحات)
- انا و غزالي (مداحات)